# Tgb m/42SKP
Terrängbil m/42 Scania Kaross Pansar (oznaczenie fabryczne Scania Vabis F11-0) – szwedzki transporter opancerzony skonstruowany w latach 40. XX wieku. Znajdował się na uzbrojeniu armii szwedzkiej do początku lat 90.
Wybuch II wojny światowej spowodował zwiększenie wydatków na modernizację szwedzkich sił zbrojnych. Uruchomiono szereg programów których celem było skonstruowanie i uruchomienie produkcji nowych wzorów uzbrojenia. Wśród nich znalazł się program lekkiego transportera opancerzonego. Skonstruowanie odpowiednich pojazdów powierzono firmom AB Scania-Vabis i Volvo AB. Obydwa koncerny zdecydowały się na oparcie konstrukcji transportera na podwoziu seryjnie produkowanego samochodu ciężarowego. Efektem tych prac były wprowadzone do uzbrojenia transportery Tgb m/42SKP i Tgb m/42VKP. W latach 1942–1946 powstało 262 sztuk Tgb m/42SKP i około 100 sztuk Tgb m/42VKP.
Zaprojektowany z zakładach Scania-Vobis transporter wykorzystywał podwozie ciężarówki Scania-Vabis F10. Przystosowanie pojazdu do nowych zadań ograniczyło się do dodania opancerzenia silnika, kabiny kierowcy i desantu. Podobnie jak inne pojazdy z tego okresu Tgb m/42SKP miał odkryty przedział desantowy. Pojazd nie posiadał żadnego uzbrojenia. Dopiero w 1956 roku część wozów zmodernizowano dodając nad kabiną kierowcy obrotnicę z podwójnie sprzężonymi ciężkimi karabinami maszynowymi Ksp m/1936 (szwedzka wersja chłodzonego wodą ckm-u Browning M1917). W 1963 roku większość sprawnych Tgb m/42SKP została przekazana pułkowi pancernemu Gotlands regemente, P 18 który powstał z przeformowania pułku piechoty Gotlands infanteriregemente, I 18.
W latach 80. pozostałe w służbie wozy poddano modernizacji. Przedział desantowy zamknięto wówczas dachem i dodano drzwi zamocowane w tylnej płycie. Dodatkowy właz umieszczono na stropie przedziału desantowego. W bocznych ścianach kadłuba znalazły się po trzy otwory strzelnicze umożliwiające prowadzenie ognia desantowi. W tej postaci dotrwały do początku lat 90, kiedy ostatnie wozy tego typu zostały wycofane z uzbrojenia.
Kilka egzemplarzy zostało przekazanych wojsku łotewskiemu, gdzie służyły w batalionie rozpoznawczym IDB.
Tgb m/42SKP był używane przez szwedzkie pododdziały biorące udział w misjach ONZ. Służyły w ramach ONUC (Demokratyczna Republika Konga, od 1963 roku), UNFICYP i UNEF stając się jednym z charakterystycznych znaków szwedzkich błękitnych hełmów. Z uwagi na kanciastą sylwetkę przypominającą kształtem kadłuby pojazdów trudnowykrywalnych radarem otrzymały żartobliwy przydomek pierwszego szwedzkiego pojazdu stealth